# Арбанаси (спільнота)
Арбанаст (Arbanasi: Arbëneshë) — етнічна громада в місті Задар і його околицях у північній Далмації в Хорватії, яка має албанське етнічне походження. Вони є традиційними носіями арбанаського діалекту гегського говору албанської мови. Їхня назва є застарілим способом назви албанців хорватською мовою та є топонімією першого арбанаського поселення в регіоні, який сьогодні є передмістям Задара. В албанській літературі вони відомі як «албанці Задара» (Arbëreshët e Zarës).

## Розподіл

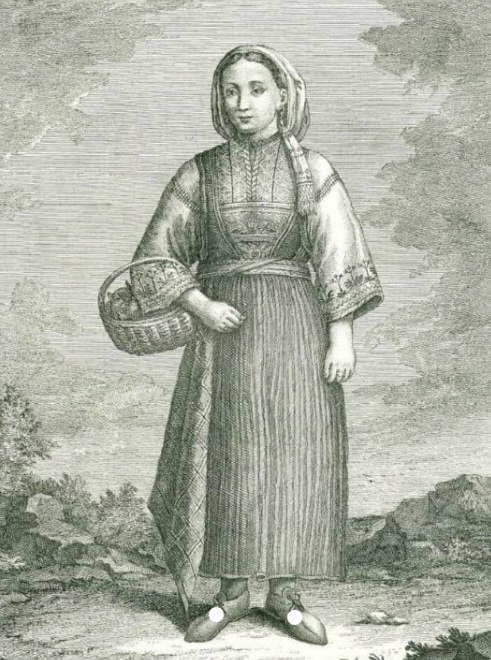
Жінка з Арбанасі, Задар, 1778 р

Сьогодні спільнота поширена по всій Хорватії. Їх початковими поселеннями були Арбанаси в Задарі та деякі села навколо Задара, а саме Земуник, Грачаць, Драчеваць, Црно, Плоча та ін. Колишнє село отримало свою назву від своїх засновників, албанців. Відомо, що арбанаси заселили цю територію протягом двох різних періодів міграції; перший у 1655 і другий у 1726–33 роках.

## Історія

### Міграції та переселення XVIIIст.
Арбанаси (Арбанаси) — давній етнонім, який південні слов'яни використовували для позначення албанців, що сягає середньовіччя.Шаблон:FcnШаблон:Fcn Предки арбанасів — албанці-католики, які походять із сіл Бріска (Бріск), Шестан (Шестан), Ліварі (Ляре) та Поді (Под), розташований у Скадарській Країні (алб. Krajë) регіон, який тоді був частиною Османської імперії під владою мусульман (нині сучасна південна Чорногорія). Вони втекли, щоб уникнути військової служби та через релігійну дискримінацію або навернення в іслам. Кожен із мешканців села Под у 1726 році виїхав на переселення, залишивши село повністю покинутим. Руїни старих будинків можна знайти в цьому районі й сьогодні. Вони походять із глибинки, про що свідчать назви риб, які походять з хорватської мови. Це населення мігрувало на територію сучасної Хорватії в два різні періоди, спочатку в 1655 році до Пули, Істрія, а потім у 1726—1727 та 1733 роках, у район Задара, підтриманий та запланований архієпископом Зари Віко Змаєвичем та Венеціанською республікою для повторного заселення сільської місцевості та внутрішніх районів Задара.
Перша міграція до Задара згадується 23 березня 1726 року, коли перших прибулих, які нараховували близько 56 осіб, а згодом ще 28 сімей, тимчасово оселили в Каштел-Нові, сьогодні Герцег-Нові. Вважається  що вони прибули до Задара влітку, в липні. Керували групою два брати з родини Претані, і згадуються такі люди:
- Лука д'Андреа Гезгенович
- Ніколо з Луки Маргікевич
- Ніколо д'Андреа Гаспарович
- Джованні д'Андреа Гезгенович
- Пере ді Марко
- Перем Вука Маргічевич
- Паоло Гіч Маргічевич
- Гіх Пренд Маргічевич
- Гіх Пепа Маргічевич
- Марко Дісціало Маргічевич
- Пренц Према Маргічевич
- Петар Вука Джанова
- Ніко Матессіч
- Лука Пренд
- Босо Ніко Сміра
- Станіца Геленкович
- Віско Геленкович
- Лех Перо Маргічевич
- Лука Лучич

Друга міграція до Задара була 1733 року, і в документі від 11 березня 1735 року можна побачити ще 28 сімей і деяких членів:
- Красто Ковач
- Марко Джокка
- Джокка Гіонон
- Джокка Джучин
- Стьєпо Джурі
- Степо Луко
- Пренто Кнеунічі
- Лік Марко
- Пренто Марков
- Паоло Марусіч
- Мар Мазія
- Марко Нікадобрез
- Пема Нічін
- Ніколо Пантов
- Марко Перту
- Фране Попович
- Паоло Пренді
- Нікола Росе
- Радо Руко
- Джен Сперс
- Пренто Стані
- Вуко Тамартинович
- Вукса Танкович
- Пітер Тіоба
- Андреа Тома
- Капітан Ніколо Влагдан
- Йован Вучин

Вони носили прізвища:
- Дука
- Према (вимерло)
- Мазія
- Гачеша
- Котич (вимерла гілка Мазії)
- Марушич
- Раткович
- Крстич
- Стіпевич
- Мужанович (спочатку називався Ковач)
- Маршан
- Владович (Влагдан)
- Угрин
- Луко
- Реля (відгалуження Владовича)
- Нікпалж
- Мусап (гілка Дука)
- Морович (з Петані)
- Пренджа (Пренді)
- Джерджа (Джерда)
- Токша, Тамартинович

Крім того, було три чорногорські родини: Занкович, Попович і Шкопеля. Інші прізвища: Дешпаль, Кальмета, Каруц (Каруз), Котлар, Єленкович, Йович, Перович, Вукіч і Чуркович.
Приблизно в той самий час серед арбанасів оселилися чакавськомовні родини з Кукльїці, Угляна та Задара: Баджл, Дадич, Томас, Чучула, Матеши, Матія, Булич, Банич, Смольчич, Грович, Зубчич, Лжубичич, Лабус.
Згодом вони інтегрувалися в арбанасську спільноту до такої міри, що тепер вважаються справжніми арбанами. Їх церква, Святої Марії з Лорето, була побудована з 1734 року і заснована в 1737 році.
Усі ці групи були інтегровані в соціальну та економічну сферу Венеційської Далмації, але вони зберегли свою мову, звичаї та пісні. Арбанаси оселилися на околицях Задара на землях, наданих венеційським землевласником Еріццо. Спочатку албанська громада працювала, щоб отримати болотисту місцевість поблизу свого поселення (Арбанасі), яке спочатку було островом, тепер з'єднаним з материком, а потім отримала право оренди на обробку землі. Венеційський уряд взяв на себе будівництво багатьох будинків і, спочатку, навіть надання їжі. Інші арбанаси оселилися в сусідніх селах Чурковичі, Палеке, Прендже та Шестані, а також у містах Котор, Дубровник і Земуник. Усі інші арбанаси були асимільовані, за винятком Задара, де утворилося поселення, яке вони назвали Арбенеш (для італійців Борго Еріццо, для хорватів — Варош Ерічина), яке пізніше стало відомим усіма місцевими мовами як Арбанасі.

### ХІХ і ХХ століття
Виживання мови відбулося завдяки чинникам, пов'язаним із передачею албанської арбанаської албанської мови з покоління в покоління через усні традиції декламування народних казок на громадських зібраннях, усвідомлення мовних відмінностей від носіїв хорватської мови та навчання мови неарбанасським подружжям у випадках шлюбу. У ХІХі на початку ХХ століття Далмація була під владою Габсбургів. Створення початкової школи в 1896 році призвело до того, що деякі арбанаси отримали переважно італійську освіту з частиною хорватської та двома щотижневими уроками арбанаської албанської. Існувала ще одна початкова школа з викладанням переважно хорватською мовою, і в 1901 році вивчення арбанаської албанської було обов'язковим для учнів, для яких вона була рідною. У 1910 році Джакомо Вуксані та Арбанасі сприяли створенню італо-албанської асоціації в Задарі.
На початку та в середині ХХ століття арбанаси були розділені за національною ознакою, і люди в громаді ідентифікували себе як італійці або хорвати. Після Першої світової війни Задар став частиною Італії, а в міжвоєнний період арбанаську албанську мову спочатку терпіли, а пізніше заборонили розмовляти та викладати в школах. Після Другої світової війни багато арбанасів із села Арбанасі, які вважали себе етнічними італійцями, емігрували до Італії або були змушені комуністичною владою виїхати після захоплення Задара Югославією. У Югославії в шкільній системі арбанаська албанська мова не вивчалася. Контакти між арбанами та албанцями не існували з XVIII століття до кінця ХІХ століття. З середини ХХ століття, коли регіон був частиною Югославії, албанці з інших частин країни оселилися в районі Арбанасі.
З італійською адміністрацією Задара в міжвоєнний період албанська мова спочатку була терпимою, а потім заборонена для викладання та публічного використання. Після Другої світової війни багато арбанасів втекли з Далмації або були змушені виїхати новою комуністичною владою. Сам Вуксані, уже доброволець у Рієцькій роті, був останнім італійським авторитетом у Задарі на момент вступу югославських партизанів. Заарештований і засуджений до смертної кари, пізніше він був звільнений і до червня 1947 року організував репатріацію 950 італійців із Зари. Залишилися інші Арбереші: серед них Крсто Томас (1908—1988), який відповідав за реставрацію пам'ятників у Задарі, пошкоджених бомбардуваннями союзників. Але найвідомішою особистістю післявоєнних арбанасів був історик і археолог Александар Стіпчевич (1930—2015), родина якого прибула 300 років тому з регіону Шкодер і який став членом Косовської академії наук і мистецтв. Його шедевром стала книга 1974 року «Gli Illyri», перекладена англійською, італійською та албанською мовами.

### ХХІ століття
У ХХІ столітті арбанаси ідентифікують себе як хорвати або арбанасські хорвати і не хочуть, щоб їх громада асоціювалася з офіційно визнаною албанською меншиною Хорватії. Албанська арбанаська мова, якою колись розмовляла більша частина громади і яка служила важливим маркером ідентичності, майже зникла через історичну та політичну стигматизацію албанської мови в колишній Югославії та останній період глобалізації. У незалежній Хорватії до 2010-х років мову не заохочували. У наш час в Хорватії залишилося близько 4000 арбанасів. Арбанаська албанська мова зараз знаходиться під загрозою зникнення, і існує менше 200 носіїв, які володіють цією мовою. Ще 500 людей можуть її певною мірою розуміти. Мова не використовується у друці за винятком кількох публікацій, таких як журнал Feja та збірки арбанаської історії.
У дослідженні носіїв арбанаської албанської вони заявили дослідникам, що мова в Хорватії не стигматизована і вони не стикалися з проблемами через розмову нею. Арбанаси, які говорять арбанаською албанською, здебільшого позитивно ставляться до мови. Більшість носіїв арбанаської мови визнають зв'язки своєї мови з албанською, однак вони наголошують на унікальних рисах своєї мови та незалежності від сучасної стандартної албанської.
Були встановлені контакти між деякими членами громади та людьми з Албанії та Косова. У Хорватії останнім часом робляться спроби врятувати арбанаську албанську мову від смерті мови. У 2016 році стандартну сучасну албанську мову було запроваджено як факультативний мовний курс у середній школі Задара в районі Арбанасі за сприяння влади Албанії, Косова та Хорватії. Серед громади виникли деякі суперечки щодо того, чи слід вивчати стандартну албанську мову в шкільній системі, щоб зберегти їхню мову, чи арбанаська албанська краще може виконувати цю роль.
Завдяки численним контактам і змішаним шлюбам з місцевими албанцями арбанаси все більше дізнаються про своє коріння. Почесний член спільноти, Франко Марусич, відновлює зв'язок населення з землею предків за допомогою майбутнього проекту щодо генеалогії більшості родин, присутніх у Задарі.

## Арбанаський діалект
Гегський албанський діалект, яким розмовляють арбанаси, є унікальним серед албанських діалектів. Серед інших особливостей він має нестандартні імперативи (art! замість eja! для «приходь!», пор. дієприкметник минулого часу ardhur), відсутність носових голосних (характерно для гегських діалектів), фонологічні зміни, включаючи чергування між /s/ та /θ / і видалення /h/, і втрата трильчастого /r/. Арбанаси мають довгу історію спілкування з носіями трьох інших мов: італійської, хорватської та венеційської. Історично арбанаси часто були тримовними між албанською, хорватською та венеціанською мовами; крім того, вони асимілювали великий потік чакавомовних, які осіли серед них. Існує велика кількість запозичених слів з кожної, але деякі зміни, схоже, натомість віддалили арбанасську мову від цих мов — це стосується заміни всіх трелястих /r/ (єдиного ритичного у всіх трьох хорватській, італійській та венеціанській мовах) з альвеолярним постукуванням, звук повністю відсутній у всіх трьох цих впливових осіб. В іншому арбанасі поводиться як типовий гегський албанський діалект.

## Відомі люди

### Культура і мистецтво

#### Кіно
- Аніта Беріша, хорватська актриса
- Гелена Булая, хорватська мультимедійна художниця, режисерка та продюсерка
- Нера Стіпічевич, хорватська актриса

#### Музика
- Павле Дешпаль — музичний диригент і композитор, член ХАНМ[27]
- Шиме Дешпаль — композитор, викладач музики, письменник[28]
- Вальтер Дешпаль, віолончеліст і професор Музична академія Загребського університету[27]
- Маріє Края — албанська оперна співачка
- Бепо Матешич — співак-тенор[29][30]
- Енніо Стіпчевич (нар. 1959) — музикознавець, член ХАЗУ[31]
- Томіслав Івчич
- Ведран Івчич

### Військові
- Івіца Матешич Єремія, письменник, військовий дипломат і кавалер Ордена хорватської ранкової зірки за культуру[31]
- Джованні Ренезі I (1568—1590), капітан стратіотів, який служив у Неаполітанському королівстві
- Джованні Ренезі II (1567—1624), військовий капітан і найманець, який служив Венеційській республіці до 1607 р.

### Політика і дипломатія
- Шиме (Сімеоне) Дука, секретар архіву Ватикану[24]
- Валтер Флего, хорватський політик, мер Бузета та префект (Жупан) жупанії Істрія
- Гйон Газуллі, албанський домініканський монах, учений-гуманіст і дипломат
- Божидар Калмета, хорватський політик і член правоцентристської партії Хорватський демократичний союз (HDZ)
- Джані Маршан (нар. 1944), співак, музикант, дипломат і хорватський консул[25][26]
- Іво Перович, регент Югославії для малолітнього Петра II з 1934 по 1941 рік
- Джакомо Вуксані, албано-італійський політик, віце-префект, остання італійська влада Задара в 1944 році

### Релігія
- Нікола Кекич, єпископ Крижевської греко-католицької єпархії
- Іван Пренджа, римо-католицький архієпископ Задарської архиєпархії
- Янко Шімрак, єпископ Крижевської греко-католицької єпархії

### Науки та освіта
- Ратимір Кальмета, географ і лінгвіст[32]
- Александр Стіпчевич, археолог та історик

### Спорт
- Іван Булая, хорватський моряк і тренер з вітрильного спорту
- Томіслав Дука, хорватський футболіст
- Едо Флего, хорватський футболіст і футбольний менеджер
- Йосип Ґєрджа, колишній хорватський баскетболіст
- Грвоє Маканович, спортивний журналіст[24]
- Рок Стіпчевич, хорватський професійний баскетболіст